# Панцерверфер
Панцерверфер или правилније 15cm Panzerwerfer 42 auf Selbstfahrlafette Sd.Kfz.4/1 је био немачки полугусеничар са ракетним лансерима типа Небелверфер 42 калибра 150 mm. Производња је отпочела 1943. од стране фирме Опел и то интересантном комбинацијом два система: Опел Маултиер полугусеничарског камиона на који је намештен оклоп и система Небелверфер који је већ увелико био у наоружању. Резултат је био лако оклопљено возило са 10 лансирних цеви калибра 150 mm, оперативног домета од 6700 m.

## Развој и борбена употреба
Од 1943. до марта 1944. произведено је око 300 комада овог возила а у Јуну 1944. је конвертовано 19 Sd.Kfz. 4 возила (додати су оклоп и лансирне цеви).
Ова возила су коришћена у посебним ракетним батеријама и често дејствовала раме уз раме са тегљеним лансерима Небелвефер. Панцерверфери су груписани у групе од по два лансера, неколико група је чинило батерију. Дејствовали су на свим фронтовима изузев у северној Африци. У Арденској Офанзиви, односно током Страже на Рајни ова возила су сејала страх и трепет. Слаб оклоп и релативно мала маса су погодовали да се ово возило брзо доводи и изводи из борбеног положаја, брзо и прецизно дејствује. Највећа мана и опасност је био дим и пламен који се лако уочавао а у комбинацији са лаким оклопом представљао је лаку мету за противничку авијацију. Због тога што метеоролошки услови нису дозвољавали савезничкој авијацији да дејствује ови лансери су постали један од симбола ове битке.
Ово возило је била контрамера за совјетске Каћуше и савезничко возило Т-34 Калиопе. Мали број произведених возила допринео је томе да Панцерверфер не утиче битно на Други светски рат.